# Andrea Moda S921
Vous lisez un « article de qualité » labellisé en 2015.  Il fait partie d'un « thème de qualité ».
Chronologie des modèles (1992)
Coloni C4B Aucun
L'Andrea Moda S921, engagée dans le cadre du championnat du monde de Formule 1 1992, est la seconde monoplace de Formule 1 de l'écurie italienne Andrea Moda Formula. Initialement destinée aux pilotes italiens Alex Caffi et Enrico Bertaggia, licenciés après leurs déclarations peu flatteuses à l'égard de leur employeur après le forfait de l'écurie au Grand Prix du Mexique, elle est finalement confiée au Brésilien Roberto Moreno et au Britannique Perry McCarthy dès la course suivante, au Brésil.
Conçue par l'ingénieur Nick Wirth, patron du bureau d'études britannique en ingénierie Simtek, la S921 est directement issue de la BMW S192, une monoplace commandée à Wirth en 1990 par le constructeur automobile bavarois qui souhaitait s'engager en Formule 1. Le châssis est adapté en quelques mois par les ingénieurs de Simtek et d'Andrea Moda Formula pour remplacer la Coloni C4B engagée lors du Grand Prix inaugural en Afrique du Sud, après que l'écurie fut exclue pour ne pas avoir disputé l'épreuve avec une monoplace inédite.
En onze participations en Grand Prix, la S921 ne se qualifie qu'au Grand Prix de Monaco où Moreno abandonne après onze tours. Après de nombreux démêlés avec la Fédération internationale du sport automobile, Andrea Moda Formula est définitivement exclue du championnat du monde de Formule 1, en marge du Grand Prix d'Italie.

## Contexte et développement

### L'adaptation du châssis C4 après le rachat de Coloni

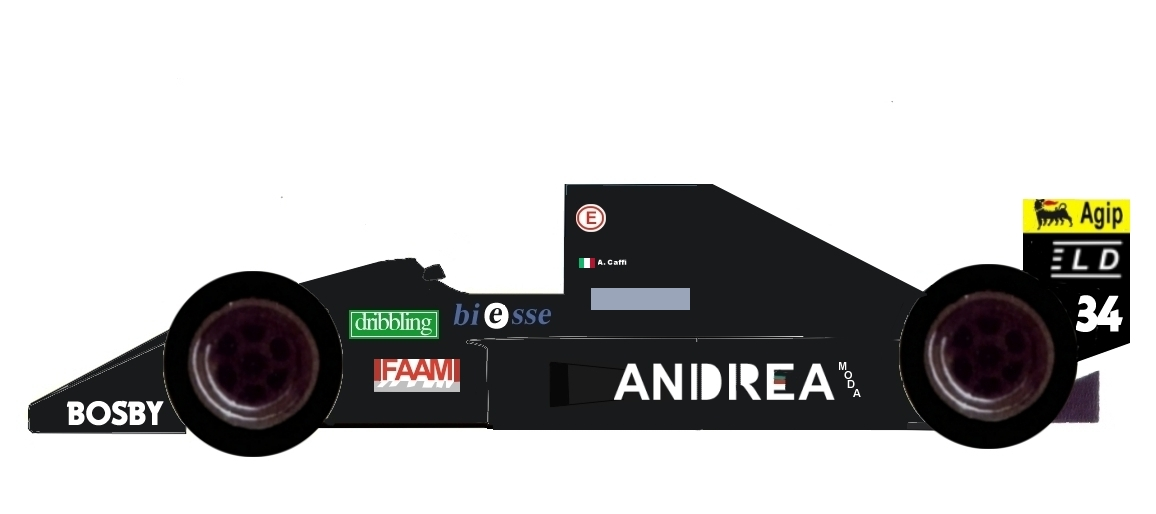
Pour ses débuts en Formule 1, Andrea Moda Formula engage une Coloni C4B, une simple évolution de la C4 de 1991.

En septembre 1991, Enzo Coloni, très endetté après cinq saisons calamiteuses passées en Formule 1, vend, pour huit millions de dollars, l'écurie Coloni à l'homme d'affaires italien Andrea Sassetti, fondateur de l'entreprise de mode Andrea Moda. En décembre 1991, l'écurie rebaptisée Andrea Moda Formula, annonce qu'un nouveau châssis, l'Andrea Moda S921, est conçue au bureau d'études britannique Simtek, à Banbury, pour être engagée au début de la saison européenne,,.
Pour le début de la saison 1992, Sassetti souhaite remettre à niveau la Coloni C4, utilisée par Coloni en 1991, et vieille de deux ans et demi. Il achète deux moteurs V10 Judd GV de 750 chevaux à 13 500 tours par minute (soit 130 chevaux plus puissant que le bloc Ford-Cosworth DFR), utilisés l'année précédente par la Scuderia Italia pour ses Dallara 191, ainsi que l'essieu arrière et la boîte de vitesses à six rapports de la 191. Dans les premières semaines de l'année 1992, ces pièces d'occasion sont greffées à la désormais Coloni C4B par les étudiants de l'université de Pérouse, sous la direction de Paul Burgess, directeur technique de l'écurie,,,,.

### Andrea Moda Formula exclue au Grand Prix d'Afrique du Sud
Avant la séance de pré-qualifications, la FISA procède à l'inspection technique de l'ensemble des monoplaces engagées qui conduit à un imbroglio juridico-sportif. Si les commissaires sportifs trouvent que la Coloni C4B reste très similaire à la Coloni C4 engagée par Coloni en 1991, (la seule différente marquante entre les deux châssis étant le système de suspension arrière) ils déclarent la monoplace conforme au règlement en vigueur. Toutefois, l'instance dirigeante de la Formule 1 constate dans la foulée que la société que Sassetti a racheté à Coloni n'est pas celle qui engageait les voitures en championnat du monde. Andrea Moda ne peut donc plus prétendre être la continuation de l'équipe Coloni mais une nouvelle écurie ; dans ce cas, ses voitures ne sont plus conformes puisque les « Accords de la Concorde » stipulent qu'une nouvelle écurie doit engager un châssis inédit. La FISA décide donc d'exclure Andrea Moda Formula du championnat du monde,,.
Andrea Sassetti, qui maintient que son écurie doit être considérée comme la succession de Coloni et non comme une nouvelle venue dans la discipline (de sorte à pouvoir engager légalement un ancien châssis et à ne pas payer de caution d'entrée à la FISA) n'a pas réglé la caution d'inscription de 100 000 dollars demandés à chaque nouvelle équipe. La FISA maintient que Sassetti est le fondateur d'une nouvelle écurie car s'il a bien racheté les anciennes monoplaces et les équipements d'Enzo Coloni, il n'a pas pour autant acheté son droit à participer au championnat du monde,,.
Soucieux d'apaiser les tensions, Bernie Ecclestone, qui pourtant se réjouissait de l'exclusion de l'équipe italienne qui permettrait d'éviter d'organiser des séances de pré-qualification, réunit la FOCA afin de demander d'une part la prise en charge des frais de transport du matériel de l'équipe vers sa base italienne si jamais son exclusion est maintenue, d'autre part la signature d'une pétition demandant la réintégration d'Andrea Moda au championnat si l'écurie s'engage à se mettre en conformité avec le règlement sportif et technique dès la course suivante. En ce cas, l'exclusion se transformerait en forfait dû à un cas de force majeure n'entrainant pas de sanction financière pour l'écurie.

### La préparation d'une nouvelle monoplace par Simtek
Deux jours après l'exclusion du Grand Prix d'Afrique du Sud, et après avoir envisagé de fermer son écurie, Andrea Sassetti conclut un accord avec la FISA : Andrea Moda Formula, qui a finalement payé la caution, est admise à participer au championnat du monde de Formule 1 à condition d'engager un châssis inédit. La semaine suivante, la FISA annonce que si Andrea Moda se présente à Mexico avec deux monoplaces inédites répondant au règlement, l'équipe serait réintégrée en championnat.
L'écurie n'ayant ni les moyens financiers ni le temps de concevoir une nouvelle monoplace elle-même, avait, en décembre 1991, confié cette tâche au bureau d'études britannique Simtek. Simtek, fondé en 1989 par l'ingénieur Nick Wirth et Max Mosley, le président de la FISA, qui n'avait prévu la livraison des châssis Andrea Moda S921, que pour le Grand Prix d'Espagne, début mai, doit donc achever son travail pour le Grand Prix suivant, au Mexique. Dès lors, Andrea Moda Formula presse le bureau d'études britannique afin que la S921 soit livrée dans les temps car l'équipe risque une amende de la FISA pour non-présentation de ses monoplaces aux premières courses de la saison.

## Création de la monoplace

### L'Andrea Moda S921, une adaptation du projet BMW de 1990

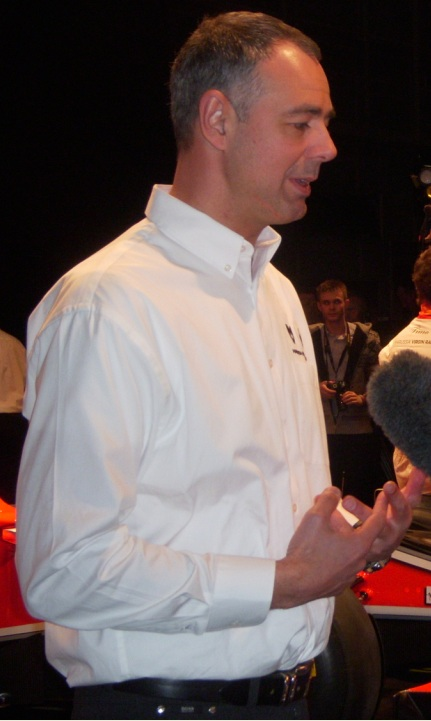
Nick Wirth (ici en 2011) est le concepteur de la BMW S192, devenue Andrea Moda S921.

En 1990, Simtek conçoit, en toute discrétion, une monoplace pour le constructeur allemand BMW qui envisage de s'engager à terme en Formule 1. Cette BMW S192 est considérée par le constructeur comme une première étape afin d'appréhender l'environnement de la discipline-reine du sport automobile. Lorsque le projet est finalement abandonné, Nick Wirth vend la S192 à Andrea Moda Formula, l'ingénieur souhaitant voir sa création en piste pour la première fois alors que l'écurie italienne a besoin d'une voiture inédite pour s'engager en Grands Prix. Afin de moderniser le châssis, Wirth est assisté par le directeur technique d'Andrea Moda Formula, Paul Burgess, ainsi que de deux mécaniciens, Riccardo Rosa et Silvio Romero. Burgess, parfois considéré à tort comme l'un des concepteurs de la S921, prend finalement ses distances avec le projet et ne donne que quelques conseils afin d'améliorer la voiture,.

### Aspects techniques
L'Andrea Moda S921 conserve des dimensions similaires à la Coloni C4B puisque son empattement est de 2 850 mm tandis que ses voies avant et arrière sont de 1 810  et   1 670 mm. Si le système de suspensions est classique, à double triangulation et poussoirs, la S921 ne dispose pas d'une suspension active, contrairement à la plupart des autres monoplaces du plateau. Bien que réalisée en fibre de carbone, la monoplace est considérée comme une construction simple sans caractéristiques particulières. De ce fait, les observateurs estiment qu'il s'agit « plus d'une voiture de 1990 que de 1992 ».
La S921 est propulsée par un moteur V10 Judd GV de 3 496 cm3 de cylindrée, développant 750 chevaux à 13 500 tours par minute et pesant 130 kilogrammes. Ce bloc, également fourni à l'écurie britannique Brabham Racing Organisation, est celui utilisé la saison précédente par la Scuderia Italia. Plutôt fiable et puissant, ce moteur est à l'origine de cinq abandons sur trente-deux engagements de la Dallara 191. La transmission est assurée par une boîte de vitesses manuelle à six rapports conçue par Andrea Moda Formula ; quelques sources affirment néanmoins qu'il s'agit de la boîte de vitesses transversale semi-automatique à six rapports de la Dallara 191.
Les freins à disques sont fournis par la société Carbone Industrie tandis que les étriers sont produits par Brembo. La S921 est chaussée de pneumatiques Goodyear, à l'instar des autres monoplaces du plateau.

### Un seul exemplaire véritablement opérationnel
L'Andrea Moda S921 est achevée en mars 1992, Simtek devant terminer la monoplace (notamment greffer le moteur et le système de transmission) au plus vite. Pour ce faire, certains mécaniciens d'Andrea Moda Formula, ainsi que quelques mécaniciens d'écuries rivales désireux de gagner un peu d'argent, ont prêté main-forte au bureau d'études britannique.
Deux châssis (S921/1 et S921/2) sont construits, le châssis S921/3 initialement prévu ayant été abandonné faute de moyens. Toutefois, les deux monoplaces ne sont jamais prêtes simultanément à l'emploi, l'écurie italienne ne disposant pas d'assez de pièces pour faire tourner les deux châssis. Ainsi, la S921/2 est considérée comme une « voiture-mulet » et une banque de pièces détachées pour la S921/1. De plus, la seconde voiture hérite des pièces usagées de la première, comme la colonne de direction ou les suspensions.

## Choix des pilotes

### L'éphémère duo Caffi-Bertaggia
Pour la saison 1992, Andrea Sassetti engage l'Italien Alex Caffi, qui a pris part à 75 Grands Prix de Formule 1 depuis 1986 et marqué six points durant sa carrière, son meilleur résultat étant une quatrième place au Grand Prix de Monaco 1989,,. Il est épaulé par son compatriote Enrico Bertaggia, qui a effectué six Grands Prix pour le compte de Coloni en 1989, et a toujours échoué en pré-qualifications,.
Les deux pilotes effectuent très peu de roulage puisque l'écurie est exclue après une seule sortie de Caffi, durant une moitié de tour, au Grand Prix d'Afrique du Sud. Au Mexique, comme aucune monoplace n'est prête, l'écurie déclare forfait. Dépités par cette situation, les deux Italiens fustigent Andrea Moda Formula dans la presse spécialisée : Caffi compare l'équipe de Sassetti à Footwork Racing, son précédent employeur, qui est selon lui une « équipe bien organisée », et dit avoir perdu sa passion et sa motivation pour la Formule 1. Limogé par Sassetti, tout comme Bertaggia, il décide de mettre un terme à sa carrière en Formule 1.

### Roberto Moreno et Perry McCarthy

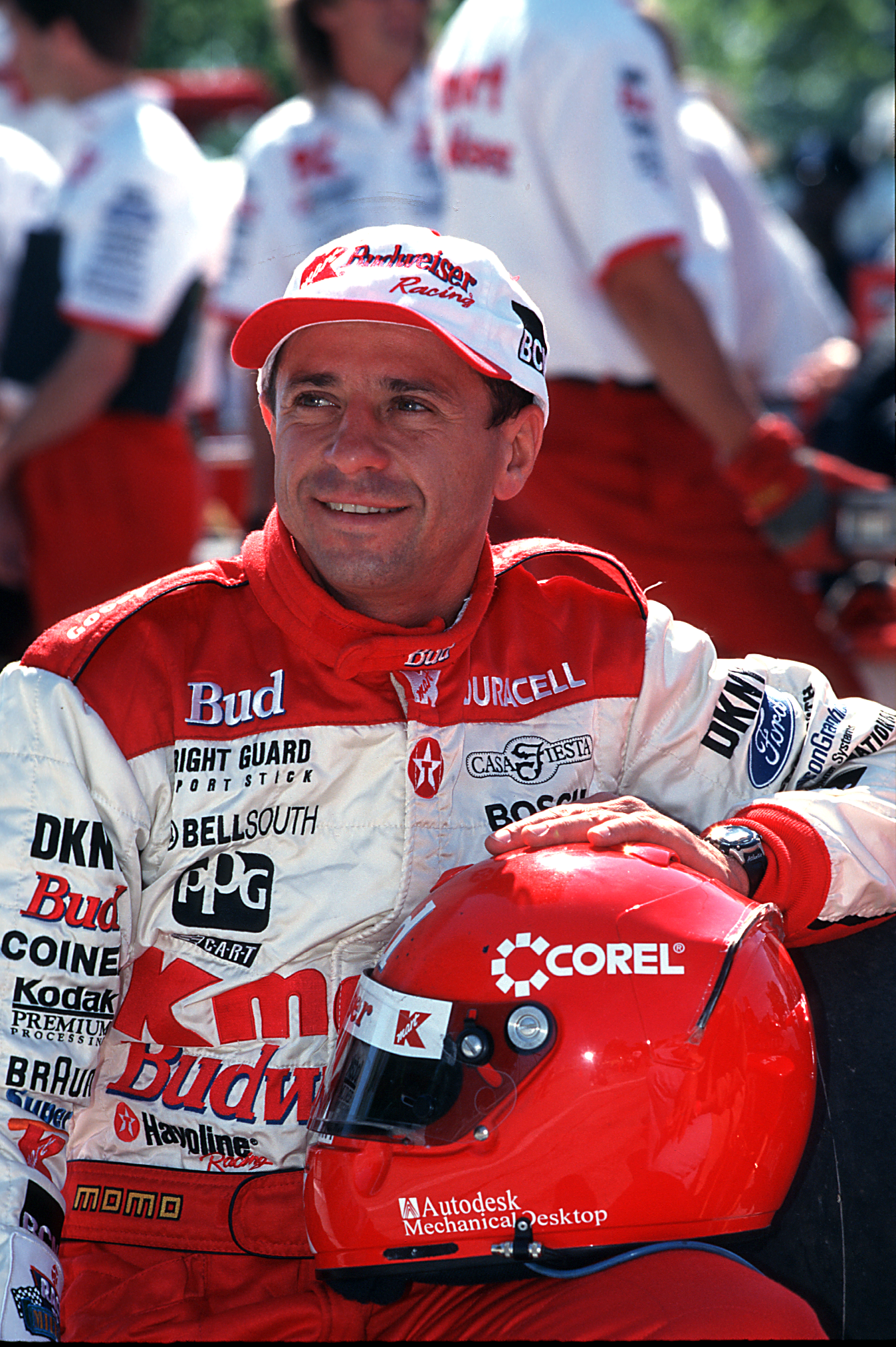
Roberto Moreno, ici en 1997, devient le premier pilote d'Andrea Moda Formula après le licenciement d'Alex Caffi.

Désormais sans pilote, Andrea Sassetti demande à Mike Francis, l'attaché de presse de son motoriste Judd de faire jouer ses contacts pour trouver deux nouveaux volontaires pour prendre le volant de ses monoplaces.
Sassetti convainc le Brésilien Roberto Moreno de venir courir pour son écurie. Champion du Brésil de karting en 1976 puis champion d'Angleterre de Formule Ford 1600, Moreno s'engage l'année suivante au championnat britannique de Formule 3, sans réel succès, mais obtient un poste de pilote d'essais pour Team Lotus. En 1982, alors champion de Formule Pacific, Moreno est appelé par Lotus pour remplacer Nigel Mansell au Grand Prix des Pays-Bas. Le Brésilien, non-qualifié, est très largement supplanté par son coéquipier Elio De Angelis. Cette piètre performance l'oblige à se redescendre d'une catégorie ; il rebondit en devenant vice-champion de Formule 2 en 1984. Après deux saisons ternes en IndyCar, Moreno termine troisième du Championnat international de Formule 3000 1987. Cette performance lui vaut d'intégrer l'écurie française Automobiles Gonfaronnaises Sportives en fin de saison ; il marque son premier point au Grand Prix d'Australie 1987. Moreno ne trouve pas pour autant de volant en Formule 1 en 1988 mais remporte le Championnat international de Formule 3000. L'année suivante, il intègre la moribonde écurie Coloni et accumule les non-qualifications. En 1990, il rejoint Eurobrun Racing qui fait faillite avant la fin de saison. Nelson Piquet, son ami d'enfance, lui obtient un volant chez Benetton Formula pour remplacer Alessandro Nannini, blessé ; le Brésilien monte pour la première fois de sa carrière sur le podium au Japon, juste derrière Piquet. Reconduit pour la saison suivante, Moreno est remplacé par le novice Michael Schumacher après que l'Allemand a démontré son talent dès son premier départ dans la discipline. Après quelques piges pour Jordan Grand Prix et Scuderia Minardi, les observateurs considèrent Moreno, qui a fait l'essentiel de sa carrière dans de petites écuries, comme « l'homme des cas désespérés ».

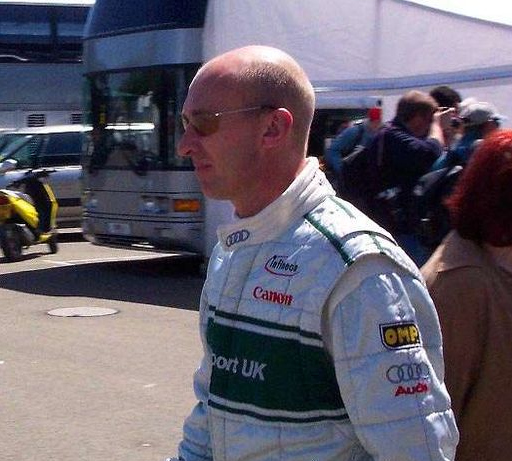
Perry McCarthy, bien qu'il n'apporte aucun budget à l'écurie, est engagé comme second pilote, en remplacement d'Enrico Bertaggia.

Le second pilote engagé est le Britannique Perry McCarthy. Champion Autosport de Formule Ford en 1983, McCarthy rejoint le championnat britannique de Formule 3 en 1986 et obtient trois podiums en deux saisons. En 1988, il intègre ponctuellement le Championnat international de Formule 3000 où il cumule une non-qualification et deux accidents. La saison suivante n'est guère plus satisfaisante puisque son meilleur résultat est une septième place à Spa-Francorchamps. N'ayant pas les moyens financiers de disputer le championnat dans son intégralité, il rejoint l'année suivante les championnats d'endurance américains organisés par l'International Motor Sports Association pour deux saisons et remporte une victoire en 1990. Pilote-essayeur en Formule 1 pour Footwork Racing en 1991, McCarthy se retrouve ensuite sans volant,. « Désespéré » par cette situation, il est contacté par l'avocat d'Eddie Jordan qui lui apprend qu'un baquet est à pourvoir chez Andrea Moda Formula. Grâce au soutien de Mike Francis, l'agent de Nigel Mansell, il est engagé par Andrea Sassetti mais n'a droit à aucun salaire. Il finance ses déplacements en tant qu'employé comme coursier pour Chequers Travel, une agence qui organise des voyages à destination des Grands Prix de Formule 1.
Moreno et McCarthy sont confirmés par Andrea Moda Formula le 30 mars, une semaine seulement avant le Grand Prix du Brésil,.

## Engagement en championnat du monde

### Forfait au Mexique à cause d'un châssis inachevé
Andrea Moda annonce la présentation de la S921 (qui a passé avec succès, à la mi-mars, le crash-test imposé par la FISA) pour le Grand Prix du Mexique mais le châssis ne peut être pleinement opérationnel qu'en avril.
Andrea Sassetti achemine néanmoins sur l'Autódromo Hermanos Rodríguez deux coques nues, quelques éléments de carrosserie, deux moteurs, des éléments de suspension, deux transmissions et une demi-douzaine de caisses de transport. L'écurie italienne, qui ne dispose donc que de deux monoplaces inutilisables, est officiellement présente sur le circuit et évite ainsi de devoir payer une amende de 200 000 dollars pour avoir manqué une manche du championnat du monde, Sassetti invoquant le cas de force majeure selon lequel il ne pouvait assembler ses voitures,.
Alex Caffi et Enrico Bertaggia, venus au Mexique par leurs propres moyens, ignorent le niveau d'avancement de la nouvelle monoplace. Constatant le forfait de l'équipe, ils dénoncent l'amateurisme de leur employeur dans la presse spécialisée, ce qui provoque leurs licenciements,.

### Problème de superlicence pour McCarthy et premier roulage de la S921 au Brésil

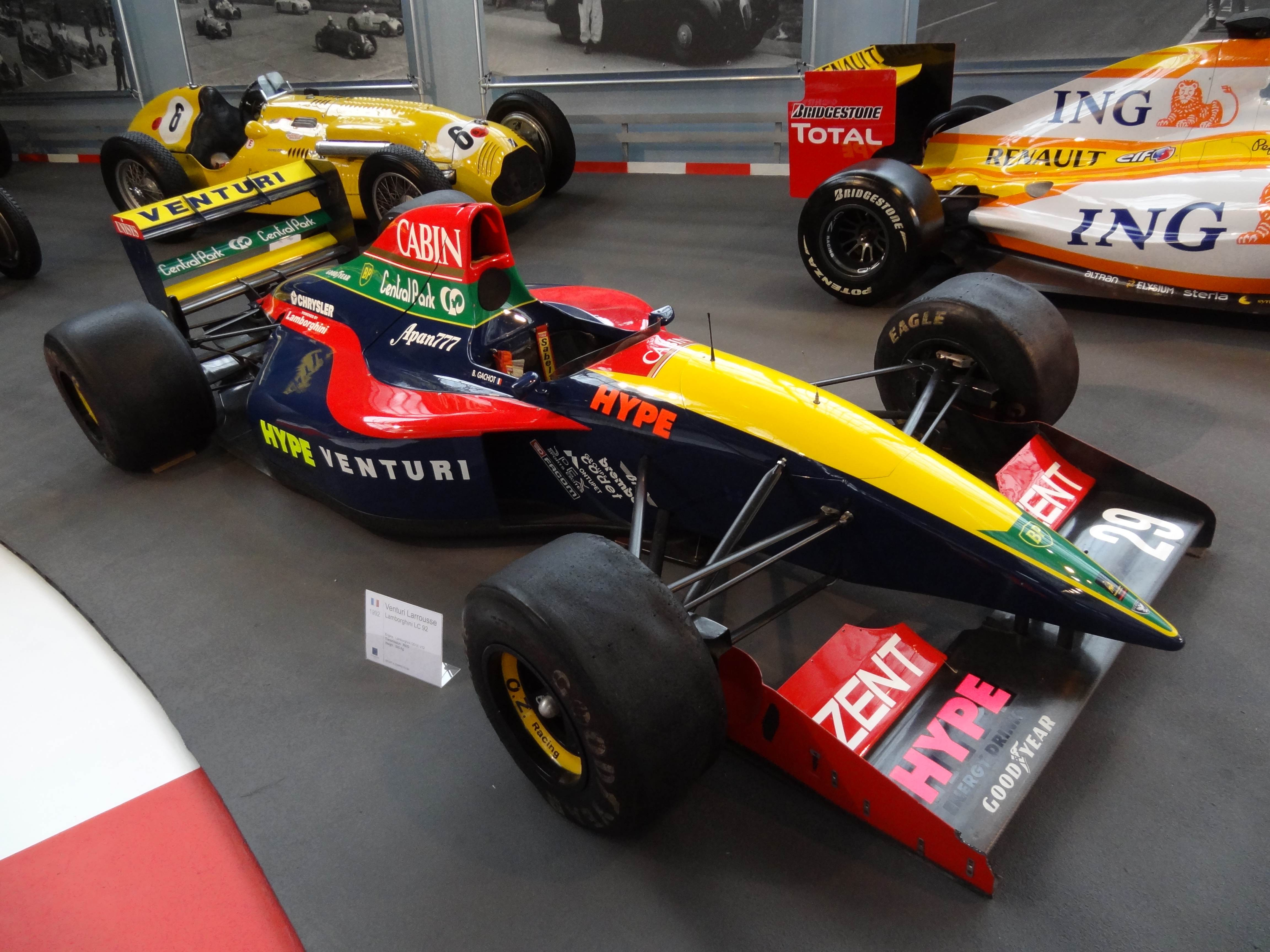
Ne pouvant tourner à plein régime, Roberto Moreno rend quinze secondes à la Venturi LC92 de Ukyo Katayama, auteur de l'avant-dernier temps des pré-qualifications.

Le weekend précédant le Grand Prix du Brésil, Perry McCarthy contacte Bernie Ecclestone, le vice-président de la FISA, pour savoir s'il peut prétendre à l'obtention de la superlicence indispensable pour participer au championnat du monde de Formule 1. Ecclestone, qui pense qu'il est peu probable qu'il obtienne ce sésame faute d'avoir couru une saison complète en Formule 3000, lui conseille de demander le soutien de la RAC Motor Sports Association, la fédération britannique de sport automobile. Le mardi 31 mars, la RAC MSA annonce à McCarthy qu'il est « apte à faire une demande d'obtention de superlicence »  auprès de la FISA. Malheureusement pour lui, McCarthy comprend que la superlicence lui est accordée et ne poursuit pas ses démarches. Le jeudi matin avant le Grand Prix, arrivé à Interlagos, il affirme à Roland Bryunsaraede, le directeur de course officiel, que tout est en ordre et se voit remettre sa superlicence en échange des 700 dollars requis par le règlement. Dans l'après-midi, la FISA la lui retire puisque la commission F1, seul organisme à pouvoir délivrer une autorisation à prendre part aux Grands Prix de Formule 1, n'a pas été réunie. McCarthy et Ecclestone se montrent très frustrés de cette décision d'autant que Michael Bartels, Fabrizio Barbazza, Giovanna Amati et Paul Belmondo, qui n'ont pas démontré leur talent en Formule 3000, ont obtenu leur superlicence sans difficulté,,.
Roberto Moreno, seul pilote de l'écurie à pouvoir disputer les pré-qualifications du Grand Prix du Brésil, ne quitte les stands à bord de l'Andrea Moda S921 que vingt minutes de la fin de la séance. En effet, les mécaniciens éprouvent beaucoup de difficultés à démarrer la monoplace, au point que les observateurs jugent les hommes d'Andrea Sassetti « désorganisés, ridicules et démunis ». Dans son tour le plus rapide, Moreno rend en moyenne 48 km/h à Nigel Mansell, l'auteur de la pole position sur Williams-Renault. Le Brésilien échoue donc en pré-qualification pour les 15 secondes qui le séparent de la Larrousse-Lamborghini du Japonais Ukyo Katayama, dernier pré-qualifié pour le reste du weekend de course,.

### Tentative de retour d'Enrico Bertaggia pendant les essais privés d'Imola
Fin avril, les écuries participent à une semaine d'essais privés sur le circuit d'Imola. Roberto Moreno boucle ses premiers tours à pleine vitesse avec la S921, alors que Perry McCarthy reçoit sa superlicence, obtenue grâce aux soutiens de Max Mosley, Bernie Ecclestone et des directeurs d'écurie Frank Williams (Williams F1 Team), Ron Dennis (McLaren Racing), Flavio Briatore (Benetton Formula) et Giancarlo Minardi (Scuderia Minardi),. Dans un entretien à la presse paru en 2014, McCarthy revient sur cet événement : « Bernie aime les battants. Premièrement, il a appelé le membre brésilien de la commission F1, qui était clairement terrifié par lui. Puis il m'a dit que ce serait discuté lors de la prochaine réunion de la commission, et que lui et Max Mosley voteraient pour moi. Il m'a dit de faire pression sur Frank Williams, Ron Dennis, Flavio Briatore, Marco Piccinini chez Ferrari et Giancarlo Minardi. Frank, Ron et Giancarlo ont été vraiment sympas avec moi, mais Flavio me regardait comme si j'étais un insecte posé sur le pare-brise propre de sa voiture et je pense qu'il n'avait pas la moindre idée de qui j'étais. Toutefois, il a finalement voté pour moi ».
Dans le même temps, Enrico Bertaggia, qui a trouvé de nouveaux commanditaires pouvant apporter un soutien financier à hauteur d'un million de dollars, tente de revenir chez Andrea Moda Formula. Andrea Sassetti qui souhaite dès lors limoger McCarthy pour rengager le Brésilien, se heurte au refus de la FISA qui lui rappelle qu'il a déjà effectué ses deux changements de pilotes autorisés par le règlement,.
McCarthy devient « l'enfant mal-aimé de l'équipe » car Sassetti voit en lui une des principales raisons pour lesquelles son écurie se trouve obligée de composer sans les fonds qu'aurait apportés Bertaggia,. McCarthy, défavorisé par rapport à Moreno, couvre moins de tours chronométrés ce qui réduit d'autant ses chances de pré-qualification. Sassetti tente de pousser McCarthy à la démission en le laissant rarement prendre la piste et en lui donnant un matériel qui mettrait en jeu sa sécurité. Le Britannique s'accroche à son poste de titulaire car il n'a pas d'autres option, ses négociations pour un rôle de pilote-essayeur chez Footwork Racing ayant échoué car Sassetti ne l'a pas libéré de son contrat avec l'écurie.

### Moteur fragile en Espagne
Au Grand Prix d'Espagne, les mécaniciens passent la nuit à assembler les deux châssis. Lors des pré-qualifications, organisées à 8 heures, Roberto Moreno ne peut réaliser qu'un tour lent avant la casse de son moteur. Il est alors convenu que Perry McCarthy fasse trois tours lents puis laisse sa monoplace à Moreno pour qu'il puisse se pré-qualifier. Le Brésilien, en 1 min 37 s 155, rend environ 9,2 secondes au pilote Fondmetal Andrea Chiesa, dernier pré-qualifié,.
McCarthy, pensant se rendre sur le circuit de Barcelone avec les mécaniciens à 5 h 30, quitte son hôtel à 35 minutes du début de la séance de pré-qualifications et arrive en retard dans son stand, amené en urgence par le frère d'Andrea Sassetti. Sa monoplace peine à démarrer en raison d'un problème de trompettes d'admission, provoquant un départ de flammes qui conduit les mécaniciens à asperger le Britannique avec un extincteur. McCarthy réussit enfin à mettre en marche le moteur mais ne peut effectuer que dix-huit mètres dans la voie des stands avant que le Judd casse, mettant fin à sa séance de pré-qualification ainsi qu'à celle de Moreno. McCarthy livre ses premières impressions sur la S921 de façon sarcastique : « La voiture a saturé »,.

### Nouveaux problèmes de fiabilité à Imola
Deux semaines plus tard, sur l'Autodromo Enzo e Dino Ferrari à Saint-Marin, la S921 s'avère être plus compétitive que lors des précédents Grands Prix : bien que Roberto Moreno échoue de nouveau à se pré-qualifier, il tourne pour la première fois en Grand Prix à plein régime. Réalisant un temps en 1 min 28 s 943, le Brésilien ne rend plus que quatre dixièmes de secondes à Andrea Chiesa (Fondmetal-Ford-Cosworth), quatrième et dernier pré-qualifié. Toutefois, sa session est interrompue par un problème de fusée,.
Perry McCarthy, autorisé à faire sept ou huit tours, réalise le dernier temps de la session, en 1 min 37 s 537, tournant près de 8,5 secondes plus lentement que son expérimenté coéquipier, avant qu'un problème de différentiel ne mette fin à sa séance,,,,.
Frédéric Dhainault, déjà vu chez AGS, Coloni et Larrousse, devient le nouveau team manager de l'équipe en remplacement d'Enzo Coloni.

### Exploit de Moreno au Grand Prix de Monaco

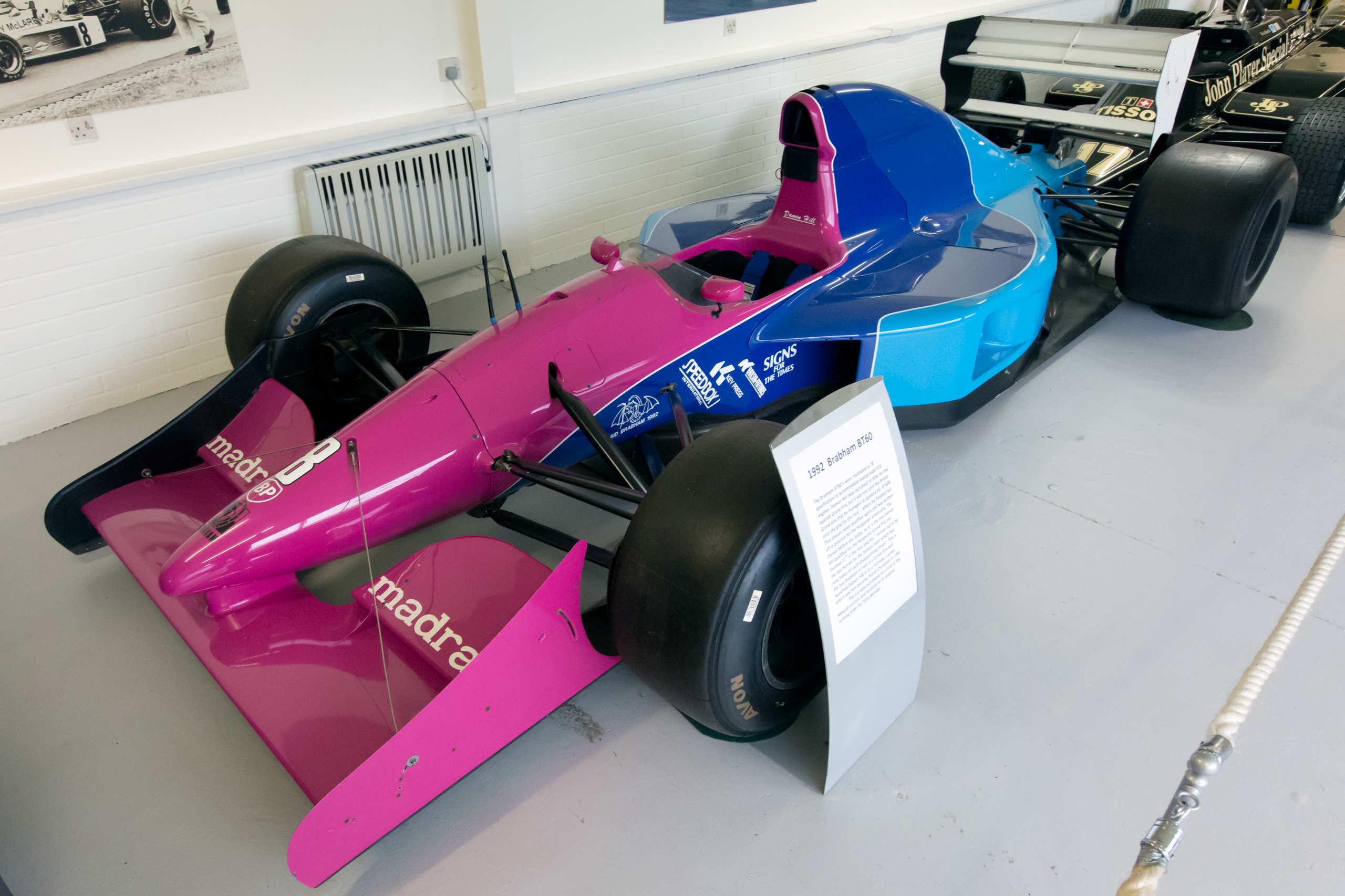
À plein régime, l'Andrea Moda S921 est plus véloce que la Brabham BT60B, la plus lente monoplace du plateau.

Fin mai, les écuries disputent le Grand Prix de Monaco, sixième manche de la saison. Lors des pré-qualifications du jeudi matin, Perry McCarthy pilote une S921 dont le siège baquet n'est pas à ses mesures. Après trois tours non chronométrés, Frédéric Dhainhaut, le directeur sportif de l'écurie, lui ordonne de rentrer aux stands et de laisser sa monoplace à Roberto Moreno, la sienne n'étant pas prête. Cette brève apparition de McCarthy sur le circuit de Monaco est considérée par les observateurs comme un alibi pour éviter une sanction à l'équipe, le châssis dévolu à McCarthy pouvant n'être considéré que comme une voiture de complément pour Moreno,. À son volant, le Brésilien réalise, en 1 min 27 s 186 le troisième temps des pré-qualifications et devance de près de six dixièmes de seconde la Fondmetal-Ford-Cosworth d'Andrea Chiesa et de 1,2 seconde la Larrousse-Lamborghini d'Ukyo Katayama. Le Brésilien, qui obtient ainsi la première pré-qualification de l'histoire d'Andrea Moda Formula, évoque sa performance : « Les pneus seraient les plus efficaces autour du cinquième ou sixième tour. Mais le moteur allait surchauffer après le quatrième tour parce que nous ne disposions pas d'un système de refroidissement assez grand ! Jamais nous ne pourrions courir aussi longtemps. Le moteur allait surchauffer et l'huile serait trop chaude. Je devais arrêter au quatrième tour pour ne pas exploser le moteur. Donc, j'ai donné mon maximum en pré-qualification avant même que je ne puisse utiliser les pneus de façon optimale »,,.
Lors des premiers essais libres, plus tard dans la matinée, Roberto Moreno effectue le vingt-cinquième temps de la séance en 1 min 27 s 419, à 5,5 secondes du temps de référence établi par Nigel Mansell sur sa Williams FW14B. Le Brésilien devance une Minardi, les deux Brabham, une March et une Fondmetal. Le jeudi après-midi, Moreno, boucle son meilleur tour en 1 min 25 s 185 dans les vingt premières minutes de la première séance de qualification, obtenant la onzième place provisoire malgré des problèmes de puissance moteur. Le Brésilien, craignant que le bloc Judd surchauffe, rentre aux stands où il est applaudi par l'ensemble des écuries adverses. Bien que ne participant pas au reste de la séance, il obtient la vingtième place provisoire de la séance de qualifications,. S'il est à 4,4 secondes de Mansell, le vétéran brésilien se montre plus rapide que des monoplaces de milieu de grille, comme la Minardi M192 et la Lotus 107, et la Brabham BT60B.
Le lendemain, lors des seconds essais libres, le Brésilien dont la S921 souffre de problèmes de boîte de vitesses et de roulement de fusée, réalise le vingt-septième temps en 1 min 25 s 933. En qualifications, tous les pilotes améliorent leurs temps : bien que Moreno améliore de deux dixièmes sa performance de la veille, il obtient la vingt-sixième et dernière place qualificative pour la course, à 5,5 secondes de la pole position de Mansell. Le Brésilien arrache sa qualification pour 36 millièmes de seconde face à la Brabham BT60B d'Eric van de Poele tandis que Damon Hill, sur l'autre Brabham, échoue également à se qualifier.
Le dimanche matin, Moreno réalise le vingt-cinquième et avant-dernier temps de la séance d'échauffement, en 1 min 31 s 192, et se montre une seconde plus rapide que la Fondmetal de Gabriele Tarquini (mais 7,2 secondes plus lent que la Williams de Riccardo Patrese). L'après-midi, pour l'unique course d'Andrea Moda Formula, le Brésilien reste en dernière position jusqu'au onzième tour où il abandonne en raison de la casse de son moteur Judd alors qu'il était dix-neuvième grâce aux sept abandons déjà survenus,.
Peu après l'épreuve monégasque, alors qu'un incendie criminel ravage une des discothèques d'Andrea Sassetti, située sur la côte est italienne, Sassetti, qui fuit les flammes, se fait tirer dessus, mais en réchappe. Des liens sont établis entre l'entrepreneur italien et la mafia.

### Pas de moteur au Canada
Après la bonne prestation de Moreno à Monaco, Andrea Moda Formula ne va plus désormais se distinguer que par ses frasques. Deux semaines après, lors du Grand Prix du Canada, l'écurie arrive sur le circuit Gilles-Villeneuve sans ses moteurs Judd. Sassetti explique qu'un orage s'est abattu sur Londres au moment où l'avion allait décoller et que le commandant de bord a exigé que l'on décharge plusieurs caisses de fret par mesure de sécurité ; un manque de chance fait que ce sont ses caisses qui ont été sacrifiées,. D'autres sources évoquent une erreur de la British Airways qui n'aurait pas chargé les caisses de l'écurie dans le bon avion. D'autres estiment que l'entreprise chargée de l'acheminement des moteurs jusqu'à Montréal n'est pas arrivée à temps ou encore qu'Andrea Moda Formula est tellement endettée auprès de son motoriste qu'il ne veut plus lui fournir de bloc,.
Finalement, l'équipe britannique Brabham Racing Organisation, également motorisée par Judd, prête son moteur de rechange aux ingénieurs d'Andrea Moda Formula qui l'installent sur le châssis de Moreno. Le Brésilien ne réalise que quatre tours avant de connaître un problème technique mettant fin à sa séance, et réalise le dernier temps de la séance de pré-qualification en 1 min 43 s 557, à 14 secondes d'Andrea Chiesa, dernier pré-qualifié. Perry McCarthy, qui a financé son voyage au Canada en donnant une conférence pour les clients d'une société, est forfait puisque le second châssis S921 ne dispose pas de moteur. L'écurie invoque à nouveau un cas de force majeure pour ne pas subir de pénalités financières,,,.
Lassé de la situation burlesque de l'écurie, Frédéric Dhainhaut, le directeur sportif, démissionne de son poste.

### Forfait en France à cause d'une grève des transports routiers
Quinze jours plus tard, le Grand Prix de France se déroule dans des conditions difficiles puisqu'une grève des transporteurs routiers paralyse les grands axes du territoire. Toutes les écuries réussissent tant bien que mal à rejoindre le circuit de Nevers Magny-Cours, sauf Andrea Moda Formula,,.
Théoriquement, Sassetti peut légitimement invoquer un cas de force majeure pour son absence mais, preuve de l'amateurisme de l'équipe, il prévient, par télécopieur, Bernie Ecclestone et non les représentants officiels du circuit. L'écurie est condamnée à 400 000 dollars d'amende et continue à se discréditer aux yeux des observateurs qui soupçonnent Sassetti de faire volontairement l'impasse sur la manche française afin d'économiser de l'argent. Cette nouvelle frasque entraîne la démission de plusieurs membres du personnel de l'équipe ainsi que le retrait de la quasi-totalité de ses commanditaires, mettant ainsi Andrea Moda Formula en grande difficulté financière,,.

### Grand Prix de Grande-Bretagne: McCarthy humilié devant son public
La semaine suivante, les écuries se rendent sur le circuit de Silverstone pour le Grand Prix de Grande-Bretagne. Entretemps, Andrea Moda a procédé à des essais privés à Zolder.
Max Mosley révèle qu'il est trop compliqué d'exiger de l'écurie le paiement de l'amende de 400 000 dollars liée au double forfait de Magny-Cours car celle-ci peut demander un arbitrage extérieur pour régler le litige. Toutefois, il annonce que le règlement a été modifié dans la foulée et que, désormais, Andrea Moda ne pourra plus invoquer un cas de force majeure pour chacun de ses éventuels futurs forfaits. Preuve de la disgrâce de l'équipe, les organisateurs de la course ne lui ont pas réservé de garage et le camion-atelier doit être garé à l'écart du paddock. Lorsque la pluie se met à tomber, Sassetti se voit même refuser l'autorisation de monter un auvent pour protéger son matériel car le règlement stipule que la tente doit être intégrée au camion.
Lors des pré-qualifications, Roberto Moreno établit le cinquième temps de la séance en 1 min 30 s 592, à 1,5 seconde du dernier pré-qualifié, Andrea Chiesa et à 11,6 secondes de la pole position de Nigel Mansell sur Williams-Renault. La séance du Brésilien est interrompue par une panne d'essence.
Perry McCarthy dispute les pré-qualifications avec des pneus pluie usagés alors que la piste est sèche. Le Britannique, avec un temps en 1 min 46 s 719, tourne 16 secondes plus lentement que son coéquipier. Après avoir effectué deux tours, l'embrayage de sa S921 se brise et met fin au weekend de course de l'écurie puisqu'aucun pilote ne se pré-qualifie,,.
Concernant sa mésaventure lors de son Grand Prix national, McCarthy déclare : « Décevoir tous les fans à Silverstone m'a fait beaucoup de peine. Il y avait en moi une boule d'énergie, de passion, d'optimisme, un certain talent, j'étais prêt à faire tout ce qu'il fallait devant mon public mais j'ai été ridiculisé. Mais je ne laisserais plus personne voir cela ». Toutefois, loin de perdre son sens de l'humour, le Britannique et ses amis vendent à 1 000 spectateurs du Grand Prix un tee-shirt sur lequel est inscrit de face « Let Pel Out ! » (un slogan utilisé dans le paddock en soutien à McCarthy) et de dos « Car 35… where are you ? » (le nombre 35 est son numéro de course), rapportant ainsi un peu de liquidités à Perry et à son épouse, en manque d'argent.

### McCarthy exclu du Grand Prix d'Allemagne
Perry McCarthy, mécontent de sa situation au sein d'Andrea Moda Formula, décide de rencontrer Andrea Sassetti en Italie. Cette entrevue ne fait que mettre en lumière leur antagonisme aux yeux du grand public, le Britannique n'étant engagé que pour remplir l'obligation auprès de la FISA d'aligner deux monoplaces en Grand Prix. Ainsi, lors des pré-qualifications de la manche suivante, en Allemagne, McCarthy n'est autorisé à effectuer qu'un seul tour non chronométré, avec un moteur défectueux. À son retour aux stands, il oublie accidentellement de se rendre au contrôle de la pesée, ce qui entraîne son exclusion du Grand Prix. Roberto Moreno, qui a réalisé son meilleur temps en 1 min 48 s 878, échoue également à se pré-qualifier, pour trois dixièmes de seconde face à Chiesa, le dernier pré-qualifié. La prestation de l'écurie italienne à Hockenheim étaye les soupçons qu'Andrea Moda Formula ne dispose en fait que d'un seul châssis roulant pour deux inscriptions en championnat,.

### Moreno pré-qualifié en Hongrie, avertissement de la FISA

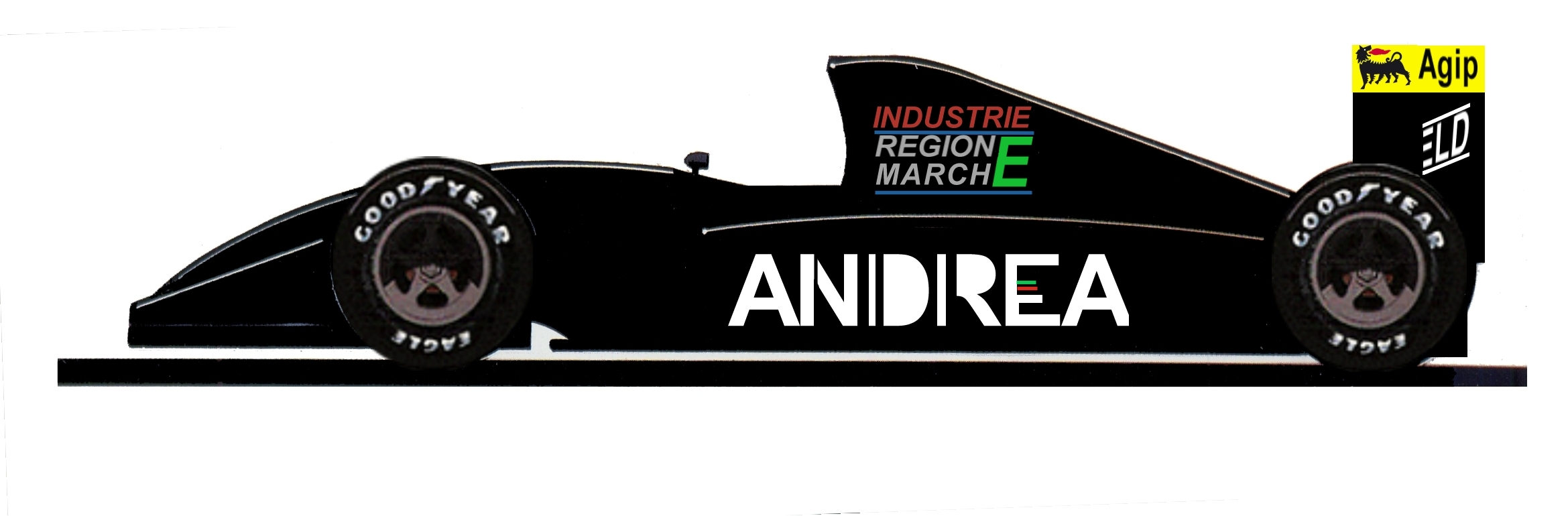
Représentation de l'Andrea Moda S921, dépourvue de sponsors, telle qu'elle est engagée en Hongrie.

Trois semaines plus tard, lors du Grand Prix de Hongrie, l'écurie Brabham Racing Organisation n'aligne que la monoplace de Damon Hill puisque Julian Bailey, qui devait remplacer Eric van de Poele parti chez Fondmetal, s'est désisté au dernier moment ; un seul pilote est éliminé lors des pré-qualifications. McCarthy fulmine en voyant que les mécaniciens ne s'occupent que de la monoplace de Moreno, et n'est autorisé à prendre le départ que 45 secondes avant la fin de la séance, ce qui l'empêche d'effectuer le moindre tour lancé. La FISA donne une réprimande et un avertissement à Andrea Moda Formula, la sommant de faire de sérieux efforts pour se qualifier pour la course avec deux monoplaces pour le Grand Prix suivant, en Belgique, sans quoi l'écurie italienne risque d'être suspendue pour le Grand Prix d'Italie, sous réserve de sanctions encore plus lourdes infligées par la commission F1 de la FISA,,. Roberto Moreno, quatrième temps des pré-qualifications, en 1 min 25 s 567, à 1,1 seconde du troisième pré-qualifié, Ukyo Katayama sur Larrousse-Lamborghini, est autorisé à poursuivre le weekend de course.
Une heure plus tard, durant les premiers essais libres, le Brésilien effectue le vingt-cinquième temps de la séance en 1 min 22 s 279, à près de sept secondes de Riccardo Patrese. Il devance néanmoins une Dallara 192 de la Scuderia Italia, la Brabham BT60B de Hill ainsi qu'une March, une Minardi et une Lotus. L'après-midi, il réalise la vingt-septième place provisoire des qualifications, en 1 min 22 s 286, en devançant les monoplaces de la Scuderia Italia et de Brabham.
Lors des essais libres du samedi, les pilotes de fond de grille améliorent leur temps, excepté Damon Hill qui ne boucle aucun tour chronométré. Toutefois, Moreno est légèrement plus lent que la veille, et avec un meilleur temps (1 min 22 s 308) se classe vingt-neuvième et dernier de la séance. Lors des qualifications de l'après-midi, Moreno est encore plus lent puisqu'il tourne à une seconde et demie des plus lents et réalise, en 1 min 22 s 870, le vingt-neuvième et avant-dernier temps de la séance. Finalement, avec son meilleur temps des qualifications effectué le vendredi, Moreno occupe la trentième et dernière place des qualifications, rendant 1,3 seconde à Pierluigi Martini (Scuderia Italia), vingt-sixième et dernier qualifié, et 6,8 secondes à Patrese, auteur de la pole position.
Alors que McCarthy est très remonté par la façon dont il est traité par son écurie, le patron de Footwork Racing, Jackie Oliver, impressionné par la ténacité du novice britannique, le contacte afin de lui offrir une séance d'essais au volant de l'une de ses monoplaces. Sassetti, en froid avec son pilote, ne l'autorise pas à rejoindre l'écurie anglaise.

### Problèmes judiciaires en Belgique
Deux semaines plus tard, au Grand Prix de Belgique, la séance de pré-qualification n'est pas organisée puisque l'écurie Brabham a déclaré forfait pour cette manche, et espère être de retour pour le Grand Prix d'Italie. L'écurie britannique ne reviendra finalement jamais en Formule 1.
Lors des premiers essais libres à Spa-Francorchamps, alors que Roberto Moreno n'effectue aucun tour chronométré, Perry McCarthy réalise le vingt-neuvième temps de la séance en 2 min 8 s 583, soit à près de six secondes du vingt-huitième temps de Christian Fittipaldi sur Minardi M192, et à seize secondes de Nigel Mansell, sur Williams FW14B. Durant la première séance de qualifications, seuls vingt-neuf pilotes prennent part aux qualifications, à la suite du grave accident du pilote Ligier Érik Comas lors des premiers essais libres. Moreno et McCarthy occupent les deux dernières places provisoires de cette session, le Brésilien, qui voit sa séance interrompue par la rupture de son moteur, tourne en 2 min 5 s 096, soit 5,7 secondes plus lentement que le Japonais Ukyo Katayama, vingt-sixième et dernier qualifié provisoire. Le Britannique, avec un meilleur temps en 2 min 15 s 050, est plus lent que Moreno de dix secondes puisqu'il pilote une S921 dont le châssis a subi deux crash-tests imposés par la FISA, et qui a perdu toute rigidité. De plus, son équipe a installé sur sa monoplace une colonne de direction que Moreno a cassé lors du Grand Prix précédent : le Britannique ne l'apprend que par radio lors de cette séance. Il confie : « À l'Eau Rouge, ma crémaillère de direction grippait sous la déformation de la coque. Je devais freiner là où les autres passaient à fond ».
Le lendemain, la seconde séance d'essais libres se déroule sous la pluie, et aucune Andrea Moda ne prend la piste. Les qualifications se déroulent également dans des conditions météorologiques difficiles, et McCarthy, à l'instar d'autres pilotes, ne sort pas en piste, tandis que Moreno, qui se classe vingt-deuxième et dernier de la séance avec un meilleur chrono en 2 min 24 s 830, n'améliore pas son temps. Les deux pilotes sont donc non qualifiés pour la course.
Hors-piste, l'épreuve belge est marquée par plusieurs événements au sein d'Andrea Moda. Le vendredi, un huissier de justice vient saisir du matériel, Andrea Sassetti n'ayant pas payé un fournisseur. Il indique à l'huissier que les pièces réclamées ne peuvent être saisies car elles sont fournies par un autre sous-traitant et présente des factures témoignant de sa bonne foi. En fin de journée, Sassetti et plusieurs de ses mécaniciens se battent, le patron de l'écurie ne leur ayant pas versé leur salaire. Dans la nuit de vendredi à samedi, Sassetti et le nouveau directeur sportif de l'écurie, l'Italien Sergio Zago, sont arrêtés et inculpés de fraude fiscale, de faux et usage de faux : ils auraient payé un fournisseur avec un chèque falsifié. Après une nuit passée dans la prison de Liège, Sassetti et Zago sont relaxés,,. À la suite de cette arrestation, John Judd se rend dans le paddock du circuit de Spa-Francorchamps en raison de factures impayées concernant l'un des deux moteurs Judd qu'il fournit à Andrea Moda Formula. Après l'épreuve belge, McCarthy, considérant que sa vie n'est plus en sécurité après avoir piloté une voiture à la colonne de direction brisée, quitte l'écurie.

### L'exclusion de l'écurie en marge du Grand Prix d'Italie
Le 8 septembre, une semaine après le Grand Prix de Belgique, la FISA publie un communiqué annonçant que le conseil mondial décide, sur proposition du bureau permanent de la commission F1, d'exclure définitivement Andrea Moda Formula, avec effet immédiat, au titre de l'article 166 qui prévoit l'exclusion du championnat pour nuisance à sa réputation,,.
Toutefois, deux jours plus tard, en marge du Grand Prix d'Italie, Sassetti tente de faire entrer son camion dans le paddock du circuit de Monza. Les grilles restant closes le jeudi, il obtient une injonction du tribunal de Monza pour entrer le lendemain où il peut décharger son matériel, composé notamment d'un exemplaire de la S921 et d'un moteur Judd, dans les stands, une fois le contrôle technique des autres monoplaces effectué,,.
Toutefois, comme les monoplaces ne sont pas autorisées à prendre la piste, Sassetti dépose un recours auprès du tribunal afin de faire participer Roberto Moreno au Grand Prix . Le juge se déclare incompétent et renvoie la demande auprès de la juridiction sportive. La Formula One Constructors Association, l'organisme dirigé par Bernie Ecclestone qui gère les droits commerciaux de la Formule 1, confirme l'exclusion et fait quitter l'enceinte du circuit au camion de l'écurie italienne. Après cette énième frasque, Andrea Moda Formula disparaît définitivement,,.

## L'Andrea Moda S921, une monoplace au potentiel inexploité?
Le fait que l'Andrea Moda S921 soit utilisée par une écurie qui n'a jamais préparé ses monoplaces de façon sérieuse et qu'elle ait rarement été poussée vers ses limites permet difficilement d'évaluer le niveau de compétitivité du châssis conçu par Nick Wirth. En 2000, Roberto Moreno déclare que la S921 est « une très bonne voiture […] au potentiel fantastique ». Le Brésilien évoque notamment le cruel manque d'investissement dans l'équipe de la part d'Andrea Sassetti : « Nick Wirth est venu avec un très bon châssis mais l'équipe a tout fait sans argent à Monte-Carlo, la voiture tombait en morceaux. Ils n'ont jamais acheté de nouvelles pièces pour elle ». Plein d'admiration pour la petite écurie française de fond de grille Automobiles Gonfaronnaises Sportives pour laquelle il a disputé deux Grands Prix à la fin du championnat 1987, il déclare avec optimisme : « Si vous leur aviez donné une voiture aussi bonne que l'Andrea Moda, ils auraient probablement gagné des courses ».
Perry McCarthy, plus modéré concernant le niveau de performance de la S921, fait lui aussi l'éloge de la création de Wirth : « Je n'ai jamais su comment il a fait mais Andrea Sassetti a réussi à acheter le plan d'une voiture que Nick Wirth avait fait pour un potentiel projet de BMW. Elle avait deux ou trois ans quand il l'a achetée donc la technologie était un peu en retard mais quand ils l'ont construit, elle avait l'air sympa. Le moteur V10 Judd était très bon – évidemment pas le meilleur – mais suffisamment bon. Si elle avait été gérée un peu plus décemment, nous aurions pu nous qualifier pour trois ou quatre courses. Je suis sûr de cela ». Le Britannique tient donc son ancien employeur pour responsable de la débâcle de son écurie : « Je dois prendre la défense de Nick Wirth car ce qui est arrivé n'est pas de sa faute. Ce n'est pas le design mais la manière dont la voiture a été préparée pour courir ». Toutefois, McCarthy admet qu'il s'agit de la pire voiture qu'il ait jamais pilotée dans sa carrière.

## Devenir des monoplaces
Durant l'automne 1992, Nick Wirth développe un châssis S931 dérivé de l'Andrea Moda S921, pour l'écurie espagnole Escuderia Bravo F1 España dirigée par Jean-Pierre Mosnier, qui souhaite s'engager en Formule 1 pour la saison 1993. Équipée d'un moteur V10 Judd, elle doit être pilotée par l'Espagnol Jordi Gené et l'Italien Nicola Larini. Le projet, financé par Adrián Campos, est abandonné lorsque Mosnier décède le 19 novembre d'un cancer,,.
Selon les sources, Andrea Sassetti conserve les deux exemplaires de l'Andrea Moda S921 avec lesquelles il court occasionnellement sur le circuit de Misano en Italie. D'autres sources affirment que Sassetti ne dispose que d'un seul châssis, l'autre appartenant à un collectionneur milanais.

## Résultats en championnat du monde de Formule 1
| Saison | Écurie              | Moteur      | Pneumatiques | Pilotes          | Courses | Courses | Courses | Courses | Courses | Courses | Courses | Courses | Courses | Courses | Courses | Courses | Courses | Courses | Courses | Courses | Points inscrits | Classement |
| Saison | Écurie              | Moteur      | Pneumatiques | Pilotes          | 1       | 2       | 3       | 4       | 5       | 6       | 7       | 8       | 9       | 10      | 11      | 12      | 13      | 14      | 15      | 16      | Points inscrits | Classement |
| ------ | ------------------- | ----------- | ------------ | ---------------- | ------- | ------- | ------- | ------- | ------- | ------- | ------- | ------- | ------- | ------- | ------- | ------- | ------- | ------- | ------- | ------- | --------------- | ---------- |
| 1992   | Andrea Moda Formula | Judd GV V10 | Goodyear     |                  | AFS     | MEX     | BRÉ     | ESP     | SMR     | MON     | CAN     | FRA     | GBR     | ALL     | HON     | BEL     | ITA     | POR     | JAP     | AUS     | 0               | 16e        |
| 1992   | Andrea Moda Formula | Judd GV V10 | Goodyear     | Alex Caffi       |         | Forf    |         |         |         |         |         |         |         |         |         |         |         |         |         |         | 0               | 16e        |
| 1992   | Andrea Moda Formula | Judd GV V10 | Goodyear     | Enrico Bertaggia |         | Forf    |         |         |         |         |         |         |         |         |         |         |         |         |         |         | 0               | 16e        |
| 1992   | Andrea Moda Formula | Judd GV V10 | Goodyear     | Roberto Moreno   |         |         | Npq     | Npq     | Npq     | Abd     | Npq     | Forf    | Npq     | Npq     | Nq      | Nq      |         |         |         |         | 0               | 16e        |
| 1992   | Andrea Moda Formula | Judd GV V10 | Goodyear     | Perry McCarthy   |         |         | Exc.    | Npq     | Npq     | Npq     | Forf    | Forf    | Npq     | Exc.    | Npq     | Nq      |         |         |         |         | 0               | 16e        |

Légende : ici 

### Citations originales
1. ↑  (en) « eligible for application »